# Topolovka (Russia)
Topolovka (in lingua russa Тополовка) è un centro abitato dell'Oblast' di Magadan, situato nel Severo-Ėvenskij rajon.